# Nikolaj Troesov
Nikolaj Vasiljevitsj Troesov (Russisch: Николай Васильевич Трусов; Leningrad, 2 juli 1985) is een Russisch wielrenner die anno 2018 rijdt voor Gazprom-RusVelo.

## Baanwielrennen

### Palmares
| Jaar     | RK       | EK                                  | WK                               | Overig                                                                           |
| Junioren | Junioren | Junioren                            | Junioren                         | Junioren                                                                         |
| -------- | -------- | ----------------------------------- | -------------------------------- | -------------------------------------------------------------------------------- |
| 2002     |          | Achtervolging, Ploegenachtervolging |                                  |                                                                                  |
| 2003     |          | Ploegenachtervolging, Scratch       | Ploegenachtervolging, Ploegkoers |                                                                                  |
| Beloften |          |                                     |                                  |                                                                                  |
| 2006     |          | Ploegkoers, Achtervolging           |                                  |                                                                                  |
| 2007     |          | Ploegenachtervolging, Puntenkoers   |                                  |                                                                                  |
| Elite    |          |                                     |                                  |                                                                                  |
| 2005     |          |                                     |                                  | WB Moskou: Ploegkoers                                                            |
| 2006     |          |                                     |                                  | WB Los Angeles: Ploegenachtervolging WB Sydney: Ploegenachtervolging, Ploegkoers |
| 2007     |          | Ploegkoers                          |                                  |                                                                                  |

## Wegwielrennen

### Overwinningen
2005
Klasika Txuma
2006
1e etappe Cinturón a Mallorca
1e etappe deel A, deel B, 2e, 3e en 5e etappe Vijf ringen van Moskou
5e etappe Ronde van Lleida
2007
2e etappe Ronde van Groot-Brittannië
2009
5e etappe Ronde van Catalonië
Duo Normand (met Artjom Ovetsjkin)
2016
5e etappe Ronde van Kroatië (ploegentijdrit)

### Resultaten in voornaamste wedstrijden
| Jaar | Ronde van Italië | Ronde van Frankrijk | Ronde van Spanje |
| ---- | ---------------- | ------------------- | ---------------- |
| 2007 | 133e             |                     |                  |
| 2008 | 114e             |                     | opgave           |
| 2009 |                  | 122e                |                  |
| 2010 |                  |                     |                  |
| 2011 |                  |                     |                  |
| 2012 |                  |                     |                  |
| 2013 |                  |                     |                  |
| 2014 |                  |                     |                  |
| 2015 |                  |                     |                  |
| 2016 |                  |                     |                  |
| 2017 |                  |                     |                  |

| Jaar | Milaan-San Remo | Ronde van Vlaanderen | Parijs-Roubaix | Gent-Wevelgem | Waalse Pijl |  | Wereldranglijsten |
| ---- | --------------- | -------------------- | -------------- | ------------- | ----------- |  | ----------------- |
| 2007 |                 | opgave               |                |               | opgave      |  |                   |
| 2008 | 138e            |                      |                |               |             |  |                   |
| 2009 |                 | 69e                  | 37e            | 65e           |             |  | 195e (UWK)        |
| 2010 |                 | 87e                  | 49e            | 45e           |             |  |                   |
| 2011 |                 |                      | opgave         | 99e           |             |  |                   |
| 2012 |                 |                      |                |               |             |  |                   |
| 2013 |                 |                      |                |               |             |  |                   |
| 2014 | 69e             | opgave               | 35e            | 129e          |             |  |                   |
| 2015 |                 | opgave               | 129e           | opgave        |             |  |                   |
| 2016 |                 | opgave               | 73e            |               |             |  |                   |
| 2017 | 171e            |                      |                |               |             |  |                   |

## Ploegen
- 2004 –  Lokomotiv
- 2005 –  Lokomotiv
- 2006 –  Tinkoff Restaurants
- 2007 –  Tinkoff Credit Systems
- 2008 –  Tinkoff Credit Systems
- 2009 –  Team Katjoesja
- 2010 –  Team Katjoesja
- 2011 –  Katjoesja Team
- 2012 –  RusVelo
- 2013 –  Cyclingteam De Rijke-Shanks
- 2014 –  Tinkoff-Saxo
- 2015 –  Tinkoff-Saxo
- 2016 –  Tinkoff
- 2017 –  Gazprom-RusVelo
- 2018 –  Gazprom-RusVelo

Broett · 
Ignatjev ·
Kazakov · 
Klimov · 
Krestjaninov · 
Mindlin ·     
Rovny · 
Serov · 
Sjtsjekoenov ·
Tinkov · 
Troesov · 
Tsjernetski
Aggiano · 
Broett · 
Commesso ·
Contrini ·
Hamilton · 
Hondo (tot 30/04) · 
Ignatjev ·
Jaksche (tot 30/06) ·
Kiryjenka · 
Klimov · 
Marzoli · 
Mindlin · 
Petrov ·    
Rovny · 
Serov · 
Serrano ·  
Troesov · 
Tsjernetski ·
Weigold ·
Bisolti (stagiair) ·
Gottfried (stagiair) ·
Riccio (stagiair)   
Broett · 
Chatoentsev ·
Contrini ·
Gottfried · 
Ignatjev ·
Jeskov ·
Kiryjenka · 
Klimov · 
Loddo ·  
Mazzanti · 
Pedraza ·  
Petrov ·  
Riccio ·
Rovny · 
Serov · 
Serrano ·  
Sobal ·
Troesov · 
Tsjernetski ·
Contoli (stagiair) ·
Graziato (stagiair) ·
Marycz (stagiair)   
Bodrogi · 
Botsjarov ·
Broett · 
Colom · 
Dehaes (tot 30/06) ·
Galimzjanov ·
Horrach · 
Ignatjev · 
Ivanov ·
Jeskov ·
Karpets · 
Klimov · 
Markov · 
Mazzanti · 
McEwen · 
Michajlov ·  
Napolitano · 
Petrov · 
Pfannberger · 
Pozzato · 
Rovny · 
Serov · 
Steegmans (tot 31/07) · 
Swift · 
Troesov · 
Vandenbergh · 
Vantomme ·
Debusschere (stagiair) ·
Ovetsjkin (stagiair) 
Bandiera · 
Bodrogi · 
Botsjarov ·
Broett · 
Caruso ·
Chalilov ·
Galimzjanov ·
Goesev ·
Horrach · 
Ignatjev · 
Ivanov ·
Jeskov ·
Karpets ·
Kirchen (tot 31/07) · 
Klimov · 
Kolobnev ·
Kritski ·
Mazzanti · 
McEwen ·   
Napolitano ·
Ovetsjkin · 
Petrov · 
Pliușchin · 
Pozzato · 
Rodríguez · 
Silin · 
Troesov · 
Vandenbergh · 
Vantomme ·
Vorganov ·
Antonov (stagiair) ·
Mironov (stagiair) ·
Porsev (stagiair)
Arguelyes · 
Broett · 
Caruso ·
Di Luca ·
Galimzjanov ·
Goesev ·
Horrach · 
Hoste · 
Ignatenko · 
Ignatjev · 
Isajtsjev ·
Ivanov ·
Karpets ·
Koetsjynski ·
Kolobnev ·
Kritski ·
Losada · 
Mironov ·
Moreno ·   
Ovetsjkin · 
Paolini ·
Pliușchin · 
Porsev · 
Pozzato · 
Rodríguez · 
Silin · 
Troesov · 
Trofimov ·
Vandenbergh · 
Vantomme ·
Vorganov
Arguelyes · Chatoentsev · Firsanov · Jersjov · Jeskov · Kajkov · Klimov · I. Kovaljov · J. Kovaljov · Kozontsjoek · Krasnov · Markov · Manakov · Mironov · Ovetsjkin · Rovny · Savitski · Serov · Troesov · Valinin · Zoebov
Beltrán · Bennati · Boaro · Breschel · Contador · Hansen · Hernández · Juul-Jensen · Kolář · Kreuziger · Kroon · Kump · Majka · McCarthy · Mørkøv · Paulinho · Petrov · Pires · Poljański · Roche · Rogers · Rovny · C.A. Sørensen · N. Sørensen · Sutherland · Tosatto · Troesov · Valgren · Zaugg · Guldhammer (stagiair)
Basso · Beltrán · Bennati · Boaro · Bodnar · Breschel · Broett · Contador · Hansen · Hernández · Juul-Jensen · Kišerlovski · Kolář · Kreuziger · Majka · McCarthy · Mørkøv · Paulinho · Petrov · Pires · Poljański · Rogers · Rovny · J. Sagan · P. Sagan  · Sørensen · Tosatto · Troesov · Valgren · Zaugg · Gogl (stagiair) · Großschartner (stagiair) · Tolhoek (stagiair)
Baška · Bennati · Blythe · Boaro · Bodnar · Broett · Contador · Gatto · Gogl · Hansen · Hernández · Kišerlovski · Kolář · Kreuziger · Majka · McCarthy · Paulinho · Petrov · Poljański · Rogers · Rovny · J. Sagan · P. Sagan   · Tosatto · Trofimov · Troesov · Valgren · Ballerini (stagiair) · Fortunato (stagiair) · Montagnoli (stagiair)
Arslanov · Bojev · Broett · Firsanov · Foliforov · Jersjov · Kozontsjoek · Lagoetin · Majkin · Nikolajev · Nytsj · Ovetsjkin · Porsev · Rovny · Rybalkin · Savitski · Sjaloenov · Solomennikov · Svesjnikov · Troesov · Vorobjov · Zakarin · Kobernjak (stagiair) · Koerjanov (stagiair) · Tsjerkasov (stagiair)
Arslanov · Bojev · Firsanov · Foliforov · Kobernjak · Koerjanov · Kozontsjoek · Lagoetin · Majkin · Nytsj · Porsev · Rovny · Rybalkin · Sjaloenov · Sjilov · Troesov · Tsjerkasov · Vlasov · Koelikov (stagiair) · Koelikovski (stagiair) · Nekrasov (stagiair)